# ریور (بازیکن فوتبال)
ریور (فوتبالیست) (به پرتغالی: Réver Humberto Alves Araújo) مدافع، هافبک اهل برزیل است که در شهر Ariranha و در تاریخ ۴ ژانویهٔ ۱۹۸۵ به دنیا آمده‌است.
ریور (فوتبالیست) در تیم‌های فوتبال Paulista ،باشگاه فوتبال الوحده امارات?،Grêmio،Grêmio، باشگاه فوتبال وولفسبورگ و اتلتیکو مینیرو سابقهٔ حضور دارد. این بازیکن همچنین در سال، ۲۰۱۰ ۸ بار برای، تیم ملی فوتبال برزیل به میدان رفته‌است و طی این مدت ۱ گل به ثمر رسانده‌است.